# Andreaeobryum macrosporum
Andreaeobryum es un género de musgo con una sola especie Andreaeobryum macrosporum, endémica de Alaska y el oeste de Canadá.  El género se coloca como una familia, orden y clase separados entre los musgos.